# Долење Неково
Долење Неково (словен. Dolenje Nekovo, итал. Necovo Inferiore) је насељено место у општини Канал об Сочи, Горишка регија, Словенија.

## Историја
До територијалне реорганизације у Словенији било је у саставу старе општине Нова Горица. Долење Неково постоји као самостално насеље од 2008. године. Настала је издвајањем дела из насеља Ајба.

## Становништво
У попису становништва из 2011. године, Долење Неково није имало становника.
| Број становника према пописима |
| ------------------------------ |
| 2011                           |
| 0                              |

Напомена: Године 2008. настала издвајањем дела из насеља Ајба.